# Behörde für Umwelt, Klima, Energie und Agrarwirtschaft
Die Behörde für Umwelt, Klima, Energie und Agrarwirtschaft (BUKEA) ist eine von elf Fachbehörden des Senats der Freien und Hansestadt Hamburg. Sie entspricht einem Ministerium in Flächenländern und ist zuständig für die Umwelt- und Energiepolitik sowie seit 2020 auch für die Agrarpolitik der Hansestadt.
Zuständige Senatorin und Präses der BUKEA ist seit dem 7. Mai 2025 Katharina Fegebank; Staatsräte sind Alexander von Vogel und Stefanie von Berg (alle Bündnis 90/Die Grünen). Dienstsitz ist ein Bürogebäude auf dem ehemaligen IBA-Gelände im Stadtteil Wilhelmsburg.

## Geschichte
Eine eigene Fachbehörde für das zuvor auf verschiedene Fachbehörden aufgeteilte Politikfeld Umwelt gab es in Hamburg erstmals seit dem 1. Dezember 1978, damals unter der Bezeichnung Behörde für Bezirksangelegenheiten, Naturschutz und Umweltgestaltung (BBNU).
Ab 1. Januar 1985 trug die Behörde die Bezeichnung Umweltbehörde. Ab 1987 übernahm die UB auch die Bereiche Wasserwirtschaft, Energie und Stadtentsorgung aus der damaligen Baubehörde.
Nach der Bürgerschaftswahl 2001 wurde die bisherige Umweltbehörde, das Amt für Gesundheit aus der Behörde für Arbeit, Gesundheit und Soziales sowie der Bereich Verbraucherschutz aus der Wirtschaftsbehörde zur neuen Behörde für Umwelt und Gesundheit zusammengeführt. Diese wurde jedoch bereits im April 2004 wieder aufgelöst und das Umweltressort mit der bisherigen Behörde für Bau und Verkehr zur Behörde für Stadtentwicklung und Umwelt (BSU) zusammengeführt.
Seit dem 1. Juli 2015 existierte die Behörde für Umwelt und Energie. Sie wurde aus mehreren Ämtern und Abteilungen der vormaligen BSU gebildet. Zum 1. Januar 2019 wurden die Ämter der BUE neu zugeschnitten und unter anderem ein neues Amt „Energie und Klima“ geschaffen. 2020 wurde im Zuge der Fortführung der rot-grünen Koalition nach der Bürgerschaftswahl im Senat Tschentscher II zusätzlich der Bereich der Agrarpolitik aus der Wirtschaftsbehörde in die Umweltbehörde integriert und eine Behörde für Umwelt, Klima, Energie und Agrarwirtschaft (BUKEA) geschaffen.
Übersicht über den Behördenzuschnitt seit ihrer Gründung 1978:
| Zeitraum    | Bezeichnung                                                                 |
| ----------- | --------------------------------------------------------------------------- |
| 1978 – 1985 | Behörde für Bezirksangelegenheiten, Naturschutz und Umweltgestaltung (BBNU) |
| 1985 – 2001 | Umweltbehörde (UB)                                                          |
| 2001 – 2004 | Behörde für Umwelt und Gesundheit (BUG)                                     |
| 2004 – 2015 | Behörde für Stadtentwicklung und Umwelt (BSU)                               |
| 2015 – 2020 | Behörde für Umwelt und Energie (BUE)                                        |
| seit 2020   | Behörde für Umwelt, Klima, Energie und Agrarwirtschaft (BUKEA)              |

## Organisation und Aufgaben
Die BUKEA ist seit November 2020 untergliedert in sechs Ämter (vergleichbar mit Abteilungen in anderen Landesministerien) und einem Landesbetrieb:
- Zentrale Aufgaben, Recht und Beteiligungen  (ZR),
- Wasser, Abwasser und Geologie (W),
- Naturschutz, Grünplanung und Bodenschutz (N),
- Immissionsschutz und Abfallwirtschaft (I) und
- Energie und Klima (E),
- Agrarwirtschaft (A),
- Institut für Hygiene und Umwelt (HU).

Dazu kommen die Präsidialabteilung (P) und die Innenrevision (IR).

## Dienstgebäude

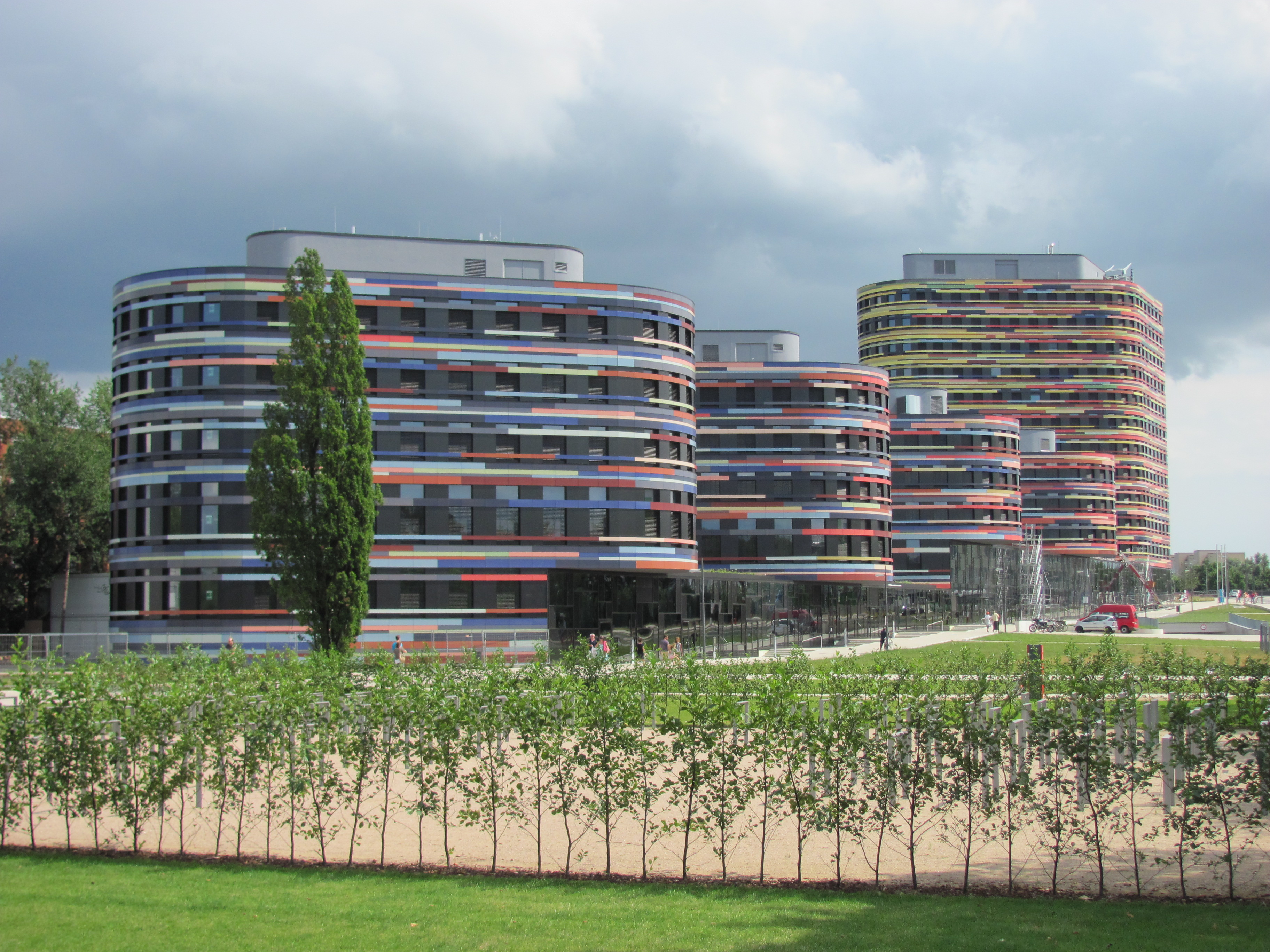
Sitz der BUKEA in Wilhelmsburg, Architekten: Sauerbruch Hutton

Der Dienstsitz der BUKEA und ihrer Vorgängerbehörde ist seit Juli 2013 in der Neuenfelder Straße 19 in Hamburg-Wilhelmsburg. Das Dienstgebäude ist eines der modernsten Gebäude (KW70-Standard). Es verbraucht pro Quadratmeter nur 70 Kilowattstunden Primärenergie im Jahr. Das Gebäude, das von der Hamburger Sprinkenhof GmbH nach Plänen des Architekturbüros Sauerbruch Hutton gebaut wurde, war Teil der Internationale Bauausstellung (IBA) 2013. Damals wurde aus einer ehemaligen Brachfläche im Zentrum von Wilhelmsburg ein neues Stadtquartier erschaffen, zu dem neben vielen IBA-Bauten auch das Gelände der Internationalen Gartenschau 2013 gehört.
Die BUKEA teilt sich das Dienstgebäude u. a. mit der Behörde für Stadtentwicklung und Wohnen (BSW). Im Foyer des Gebäudes steht das über 60 Jahre lang stetig erweiterte und der Stadtentwicklung Rechnung tragende Hamburger Stadtmodell. Auf einer Fläche von rund 111 m² ist die Hamburger Innenstadt mit ihren Bauten, Grün- und Wasserflächen im Maßstab 1:500 nachgebaut.